# Tsugaru Nobuakira
Tsugaru Nobuakira est un nom japonais traditionnel ; le nom de famille (ou le nom d'école), Tsugaru, précède donc le prénom (ou le nom d'artiste).
Tsugaru Nobuakira (津軽 信明, 11 août 1762-22 juillet 1791) est le 8e daimyō du domaine de Hirosaki au nord de la province de Mutsu dans le Honshū au Japon (moderne préfecture d'Aomori). Son titre de courtoisie est Tosa-no-kami.

## Biographie
Tsugaru Nobuakira est le fils ainé de Tsugaru Nobuyasu, 7e daimyō du domaine de Hirosaki. Il hérite d'un domaine frappé par la famine considérable causée par les catastrophes naturelles à répétition et une mauvaise gestion. Les documents du domaine indiquent que 130 000 paysans périssent au cours de la grande famine de l'ère Tenmei tandis que les hauts fonctionnaires corrompus au cours du règne de son père ont vendu l'ensemble des réserves de riz du domaine pour leur profit personnel aux commerçants d'Edo. Nobuyasu, qui est connu pour son intelligence et son éducation à un âge précoce, prend bientôt des mesures pour rétablir les finances du domaine, promouvoir de nouvelles industries et le développement de nouvelles cultures et pour limiter les pires excès de ses principaux vassaux. Une de ses réformes consiste à mettre en œuvre un nouvel arpentage, le premier en plus de deux cents ans d'histoire du domaine, à réévaluer le revenu imposable et à permettre aux agriculteurs d'échanger des terres épuisées pour de nouvelles terres agricoles. Ces réformes suscitent une considérable opposition au sein des intérêts du domaine et la mort subite et inattendue de Nobuakira à l'âge de 28 ans est peut-être due à un empoisonnement. Comme Nobuakira meurt sans héritiers, le daimyō suivant du domaine de Hirosaki, Tsugaru Yasuchika, est le fils de Tsugaru Akitaka, en provenance des propriétés secondaires du clan à Kuroishi.

## Source de la traduction
- (en) Cet article est partiellement ou en totalité issu de l’article de Wikipédia en anglais intitulé « Tsugaru Nobuakira » (voir la liste des auteurs).